# Рокитнівський район
Роки́тнівський райо́н — колишній район на північному сході Рівненської області України. Рокитнівський район найбільший за площею район Рівненської області, а також входить у десяток найбільших районів України. Районним центром Рокитнівського району є селище міського типу Рокитне (до 1922 року — Охотникове). Залізнична станція Рокитне-Волинське. Через селище протікає річка Бунів.

## Географія
Район розташований у східній частині Рівненської області, у західній частині правобережного Полісся і займає територію 2,4 тис. км² (12 % від загальної території області). Відстань до обласного центру міста Рівне — 133 км. Район межує із 4 сусідніми районами Рівненської області: Дубровицьким, Березнівським, Сарненським та Олевським районом Житомирської області. За адміністративно-територіальним поділом район включає 40 населених пунктів: 2 селища міського типу та 38 сільських населених пункти.

### Рельєф
Район лежить у межах Рокитнівської рівнини, яка перетинається річками Льва і Ствига та їх притоками і є частиною Поліської низовини. Тут поширені мореннозандрові і денудаційні форми рельєфу.
Цей тип рельєфу утворився при взаємодії основних морфоструктур: Українського щита, Волино-Подільської плити, Поліської морфоструктури і Турівської депресії з екзогенними факторами, серед яких визначальним є діяльність материкових льодовиків і талих льодовикових вод.
Рівнинний характер рельєфу і незначний ухил поверхні зумовлюють повільну течію у річках і недостатню дренацію поверхневих та підземних вод, що спричиняє надмірне зволоження і заболочення території.

### Корисні копалини
Корисні копалини головно будівельні матеріали, численні родовища гранітів та кварцових діоритів, розробляються родовища габро. Значними є запаси дрібних кварцових пісків, глини, каоліну та торфу.

### Клімат
Клімат району помірно континентальний з теплим вологим літом і порівняно м'якою зимою. Основними кліматоутворючими факторами є сонячна радіація, що особливо ефективна в теплий період року, атмосферна циркуляція, що переважає в холодний період, і характер земної поверхні. Великий вплив на клімат регіону мають континентальні повітряні маси, що формуються над рівнинами Євразії, а також океанічні повітряні маси з Атлантичного океану і арктичних морів.
Середня температура повітря становить 6,6…6,8 °С. Найтеплішим місяцем є липень — +18,5 °C, найхолоднішим — січень — −4,4…-5,6 °С. Середньорічна кількість опадів досягає 600…700 мм. Вегетаційний період починається з квітня і триває по листопад.

### Рослинність
Рокитнівський район — один із найвологіших на Поліссі. М'яку і коротку зиму змінює затяжне і спекотне літо, тут випадає достатня, інколи надмірна кількість опадів, необхідних для багатьох порід дерев і чагарників: сосни звичайної, ялини європейської, дуба черешчатого, вільхи чорної, берези повислої, осини, горобини звичайної, азалії понтійської та інших, великі запаси ягідників журавлини, зокрема рідкісного виду — журавлини дрібноплідної.

#### Природоохоронні об'єкти

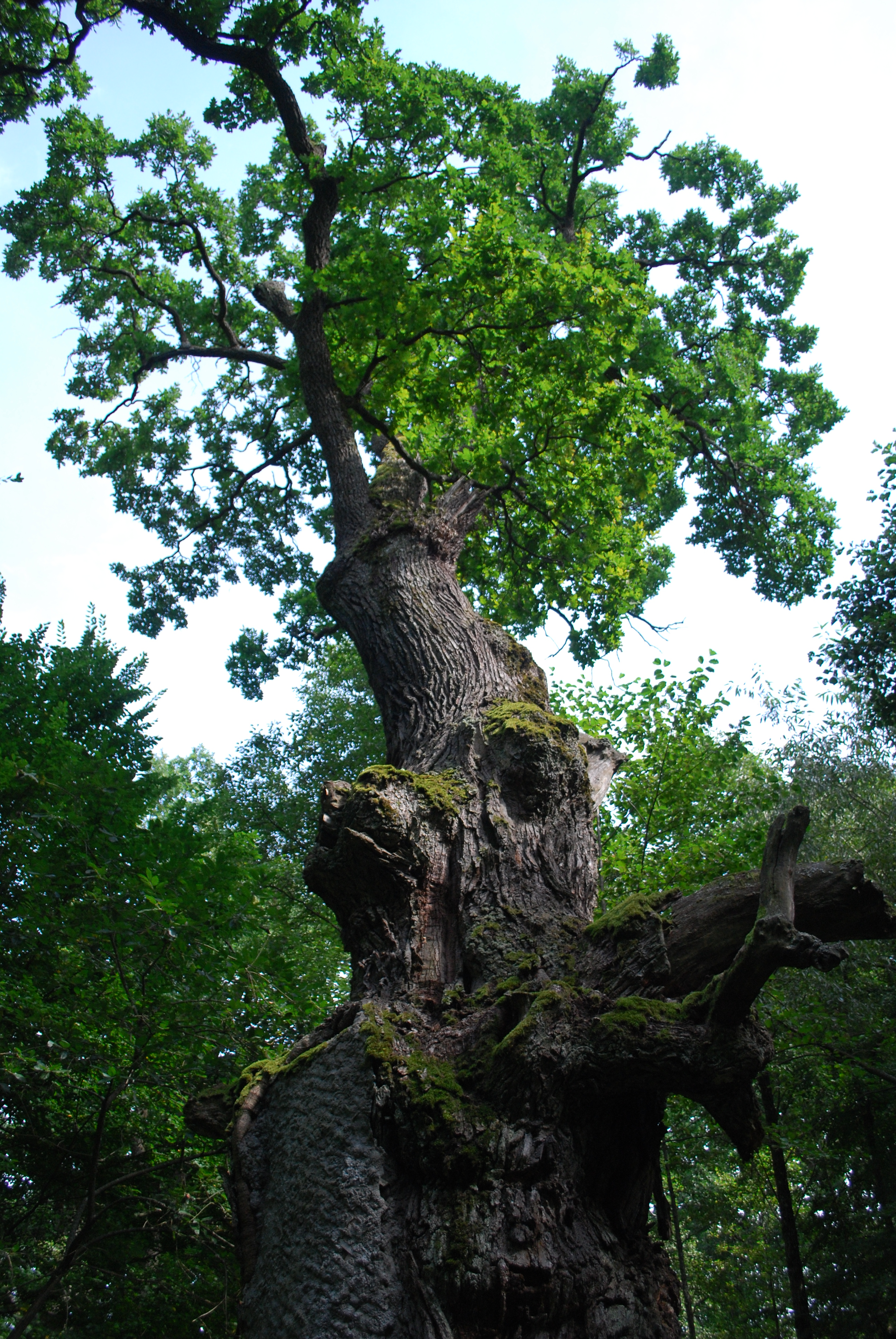
1300-літній Юзефінський дуб

Район унікальний казковою природою і мальовничими краєвидами. В районі є 32 природно-заповідних об'єкти, загальна площа яких становить 25 % заповідного фонду області. Найвідоміші серед них: державний заповідник «Сира Погоня», цінний унікальним верховим болотом і державна пам'ятка природи «Юзефінська Дача», де росте 1300-літній дуб — одне з найстаріших дерев України, дендропарк Рокитнівського ДЛГ, Осницьке водосховище.

##### Природні заповідники
Рівненський (частина).

### Ботанічні заказники
Білинський, Більський, Глиннівський, Грабунський, Єльнівський, Залавський, Карпилівський, Мушнянський, Плавський.

### Загальнозоологічні заказники
Масевицький, Урочище «Старики», Осницький.

### Лісові заказники
Урочище «Медин».

### Ботанічні пам'ятки природи
Урочище «Нетреба» (загальнодержавного значення), Юзефинська Дача (загальнодержавного значення).

### Комплексні пам'ятки природи
Рокитнівський дендропарк.

### Заповідні урочища
Відпочинок, Діброва, Еталонні соснові насадження, Закопища, Лісонасіннева ділянка соснового лісу, Мушнянське, Острівні дубові насадження, Печорки, Природні соснові насадження, Самити, Соловейки, Ствига, Франкове.

## Історія
Уперше поселення Рокитне згадується в описі маєтностей українських магнатів середини XVI століття. З часу заснування і аж до 1922 року селище було відоме як Охотникове. Походження цієї назви насамперед пов'язували з іменем власника земель. Новий етап розвитку селища розпочався у 1888 році, коли бельгієць Розенберг викупив невелику ділянку з кварцовими пісками на околиці с. Рокитне. Ці піски придатні для скловаріння, а тому тут були всі необхідні умови розпочати, нехай і примітивне, виробництво гути. Це стало поштовхом для швидкого розвитку селища, і у 1898 році було засновано склозавод і укладено договір про постачання посуду головному управлінню державної винної монополії. У 1900 році прокладено залізницю Київ—Ковель. Колія проходила через селище, і таким чином з'явилася залізнична станція «Рокитне», що позитивно позначилося на розвитку промисловості краю. За Ризьким мирним договором, у 1921 році Охотникове відійшло до Польщі. Через рік селище перейменували на Рокитне, а залізнична станція дістала назву Рокитне-Волинське.
У вересні 1939 року Рокитне в складі Західної України було приєднане до УРСР, а згодом, у січні 1940 р., стало районним центром.
За даними районного відділу МДБ станом на квітень 1948 року з району було виселено 173 родини «бандпосібників» і націоналістів. У 1950 році почалася нова кампанія з виключення з колгоспів «бандпосібницьких» родин, станом на 20 червня 1950 року в Рокитнівському районі було виключено 29 родин (такі виключені родини надалі підлягали виселенню за межі УРСР).

## Населення

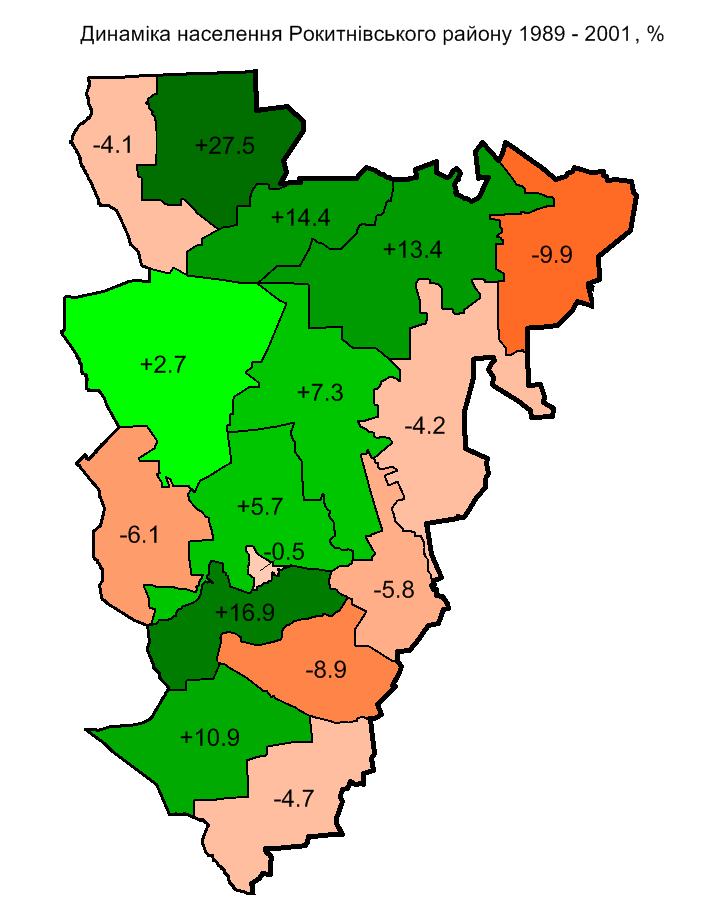
Динаміка чисельності населення міськрад і сільрад Рокитнівського району за 1989—2001 рр.

Населення району на 1 квітня 2013 року становило 54 557 осіб, в тому числі: міського населення — 18 %, сільського — 82 %. Рокитнівський район є одним з небагатьох районів України, які протягом останніх десятиліть мали стабільне зростання населення.
Динаміка чисельності населення Рокитнівського району:
- 1959 — 38 834
- 1970 — 47 439
- 1979 — 49 721
- 1989 — 49 725
- 2001 — 51 892
- 2006 — 52 361
- 2012 — 53 687

Рокитнівський район має найвищу в Україні народжуваність — 25,8 на 1000 осіб у 2012 році і порівняно низьку смертність (11,1 у 2012 році). Природний приріст у Рокитнівському районі є одним з найвищих в Україні і у 2012 році становив +14,7 осіб на 1000 осіб (в Україні −3,1). У 2012 році народжуваність перевищувала смертність на 796 осіб (у 2008 — на 569).. Для району характерний міграційний відтік населення, який у 2009 році склав 216 осіб (у 2008—221), що становить близько 30 — 40 % від природного приросту.

На кінець 1945 року з Польщі до Рокитнівського району за планом мали переселити 3332 особи.

### Національний склад
Особливістю Рокитнівського району є і його національний склад, який характеризується найвищою в Україні часткою білорусів серед населення. За переписом 2001 року білоруси становили 15,4 % населення району (у 1989 — 20,0 %) і зосереджувались переважно у північній частині району, яка межує з Білоруссю. Найбільше білорусів проживає у селах Біловіж, Блажове, Вежиця, Єльне, Мушні, Купель, Хміль, Грабунь, Познань, Кам'яне, Будки-Кам'янські, Переходичі, Старе Село.
Більшість населення району 83,6 % складали українці. Українці переважають у центральній та південній частині району. Росіяни (0,4 %) та поляки (0,4 %) проживають переважно у селищах району — Рокитному та Томашгороді.
Динаміка національного складу населення Рокитнівського району за даними переписів, %:
|          | 1959 | 1989 | 2001 |
| -------- | ---- | ---- | ---- |
| українці | 78,1 | 78,2 | 83,6 |
| білоруси | 17,5 | 20,0 | 15,4 |
| росіяни  | 2,1  | 1,0  | 0,4  |
| поляки   | 1,8  | 0,7  | 0,4  |

Рідна мова населення за даними перепису 2001 р.
- українська — 99,30 %
- російська — 0,43 %
- білоруська — 0,19 %[11]
- польська — 0,03 %

Мовний склад району станом на 2001 р.:
|                     | українська | російська | білоруська | польська |
| Рокитнівський район | 99,3       | 0,4       | 0,2        | 0,0      |
| ------------------- | ---------- | --------- | ---------- | -------- |
| смт. Рокитне        | 98,3       | 1,5       | 0,1        | 0,0      |
| смт. Томашгород     | 98,0       | 1,2       | 0,1        | 0,6      |
| Біловізька с-да     | 99,7       | 0,3       | -          | -        |
| Березівська с-да    | 99,5       | 0,3       | 0,1        | -        |
| Блажівська с-да     | 99,9       | 0,1       | -          | -        |
| Борівська с-да      | 99,7       | 0,2       | 0,0        | -        |
| Вежицька с-да       | 99,8       | 0,1       | 0,2        | -        |
| Глиннівська с-да    | 98,7       | 0,2       | 1,0        | -        |
| Кам'янська с-да     | 99,3       | 0,3       | 0,4        | -        |
| Карпилівська с-да   | 99,8       | 0,1       | 0,1        | -        |
| Кисорицька с-да     | 99,7       | 0,2       | 0,0        | -        |
| Масевицька с-да     | 99,6       | 0,3       | -          | -        |
| Рокитнівська с-да   | 99,8       | 0,2       | 0,0        | -        |
| Сновидовицька с-да  | 99,6       | 0,3       | -          | -        |
| Старосільська с-да  | 99,3       | 0,2       | 0,4        | -        |
| Томашгородська с-да | 99,9       | -         | 0,0        | -        |

### Вікова і статева структура
Розподіл населення за віком та статтю (2001):
| Стать | Всього | До 15 років | 15-24 | 25-44 | 45-64 | 65-85 | Понад 85 |
| --- | ------ | ----------- | ----- | ----- | ----- | ----- | -------- |
| Чоловіки | 25 387 | 7457        | 4526  | 7428  | 3967  | 1943  | 66       |
| Жінки | 26 537 | 7066        | 4497  | 6589  | 4654  | 3560  | 171      |
| \| Статево-вікова піраміда \| Статево-вікова піраміда \| Статево-вікова піраміда \| \| ----------------------- \| ----------------------- \| ----------------------- \| \| Чоловіки \| Вік \| Жінки \| \| 66 \| 85 + \| 171 \| \| 117 \| 80-84 \| 286 \| \| 291 \| 75-79 \| 795 \| \| 703 \| 70-74 \| 1178 \| \| 832 \| 65-69 \| 1301 \| \| 856 \| 60-64 \| 1249 \| \| 634 \| 55-59 \| 872 \| \| 1106 \| 50-54 \| 1222 \| \| 1371 \| 45-49 \| 1311 \| \| 1822 \| 40-44 \| 1648 \| \| 1672 \| 35-39 \| 1511 \| \| 1836 \| 30-34 \| 1553 \| \| 2098 \| 25-29 \| 1877 \| \| 2206 \| 20-24 \| 2086 \| \| 2320 \| 15-20 \| 2411 \| \| 2422 \| 10-14 \| 2278 \| \| 2553 \| 5-9 \| 2474 \| \| 2482 \| 0-4 \| 2314 \| |        |             |       |       |       |       |          |
| Статево-вікова піраміда |        |             |       |       |       |       |          |
| Чоловіки | Вік    | Жінки       |       |       |       |       |          |
| 66 | 85 +   | 171         |       |       |       |       |          |
| 117 | 80-84  | 286         |       |       |       |       |          |
| 291 | 75-79  | 795         |       |       |       |       |          |
| 703 | 70-74  | 1178        |       |       |       |       |          |
| 832 | 65-69  | 1301        |       |       |       |       |          |
| 856 | 60-64  | 1249        |       |       |       |       |          |
| 634 | 55-59  | 872         |       |       |       |       |          |
| 1106 | 50-54  | 1222        |       |       |       |       |          |
| 1371 | 45-49  | 1311        |       |       |       |       |          |
| 1822 | 40-44  | 1648        |       |       |       |       |          |
| 1672 | 35-39  | 1511        |       |       |       |       |          |
| 1836 | 30-34  | 1553        |       |       |       |       |          |
| 2098 | 25-29  | 1877        |       |       |       |       |          |
| 2206 | 20-24  | 2086        |       |       |       |       |          |
| 2320 | 15-20  | 2411        |       |       |       |       |          |
| 2422 | 10-14  | 2278        |       |       |       |       |          |
| 2553 | 5-9    | 2474        |       |       |       |       |          |
| 2482 | 0-4    | 2314        |       |       |       |       |          |

## Економіка
Основний напрям економіки регіону — аграрний, у районі діють 19 підприємств сільського господарства. Також працює 8 промислових підприємств, продукцією яких переважно є будматеріали, добре розвинуте лісництво.

## Транспорт
Територією району проходить автошлях М07 E373.

## Політика
25 травня 2014 року відбулися Президентські вибори України. У межах Рокитнівського району були створені 43 виборчі дільниці. Явка на виборах складала — 70,15 % (проголосували 25 617 із 36 520 виборців). Найбільшу кількість голосів отримав Петро Порошенко — 37,40 % (9 580 виборців); Юлія Тимошенко — 28,02 % (7 178 виборців), Олег Ляшко — 16,36 % (4 192 виборців), Сергій Тігіпко — 4,56 % (1 167 виборців), Анатолій Гриценко — 3,14 % (804 виборців). Решта кандидатів набрали меншу кількість голосів. Кількість недійсних або зіпсованих бюлетенів — 1,79 %.

## Пам'ятки
У Рокитнівському районі Рівненської області нараховується 21 пам'яток історії.

## Персоналії

### Народилися
- Берташ Василь Михайлович — український політик, Заслужений будівельник України.
- Дарованець Олександр Ярославович — кандидат історичних наук.
- Наливайко Степан Іванович — сходознавець-індолог, перекладач, член Національної спілки письменників України.
- Попок Руслана Володимирівна — Заслужений працівник культури України, художній керівник народного аматорського театру мініатюр Рокитнівського районного будинку культури.
- Сич Олександр Максимович — український політик, кандидат історичних наук.
- Сулковський Павло Гнатович — Народний депутат України IV, V та VI скликань.

### Перебували на території району
- Тарас Бульба-Боровець (1908—1981) — діяч українського повстанського руху часів Другої світової війни, засновник УПА «Поліська Січ».
- Василевська Ванда Львівна (1905—1964) — польська та радянська письменниця, громадська діячка.
- Дем'янчук Григорій Семенович (1936—2001) — український журналіст, краєзнавець, письменник, Заслужений журналіст України.
- Охріменко Григорій Васильович (нар. 1950) — відомий український археолог, дослідник праісторії історичної Волині та Волинського Полісся.
- Прищепа Богдан Анатолійович (нар. 1957) — український археолог і громадський діяч.
- Толпа Станіслав (1901—1996) — польський вчений-ботанік, професор.
- Тутковський Павло Аполлонович (1858—1930) — український геолог, географ і педагог. Один з основоположників геології й географії України, дійсний член Української та Білоруської академій наук і Наукового товариства імені Шевченка.
- Тютюнник Юрій Йосипович (1891—1930) — український військовий діяч, генерал-хорунжий армії УНР.
- Чубинський Павло Платонович (1839—1884) — український етнолог, фольклорист, поет, громадський діяч, автор слів Гімну України.